# Ocyptamus gilvus
Ocyptamus gilvus är en tvåvingeart som först beskrevs av Austen 1893.  Ocyptamus gilvus ingår i släktet Ocyptamus och familjen blomflugor. Inga underarter finns listade i Catalogue of Life.